# ダリボル・バガリッチ
ダリボール・バガリッチ（Dalibor Bagarić、1980年2月7日 - ）は、クロアチアのプロバスケットボール選手。イタリア男子プロバスケットボールリーグ1部セリエAのフォルティトゥード・ボローニャに所属している。西ドイツバイエルン州ミュンヘン出身。ポジションはセンター。216cm、131kg。